# 戴维·福尔
戴维·福尔（英語：David Fall，1902年12月4日—1964年11月9日），生于奥克拉荷马州，美国男子跳水运动员。他曾代表美国参加1924年夏季奥林匹克运动会跳水比赛，获得男子10米跳台银牌。